# Kruder & Dorfmeister
Kruder & Dorfmeister er en østrigsk duo, der er mest kendt for deres downtempo-dub remixes af pop, hiphop og drum and bass. Duoen består af Wiener musikerne Peter Kruder og Richard Dorfmeister. De har også opnået succes udenfor Europa, og de er kendt for deres talrige remixes, bl.a. af Madonnas "Nothing Really Matters", Depeche Modes "Useless", Count Basics "Speechless" og Roni Sizes "Heroes". Mange af deres remixes er samlet på dobbeltalbummet The K & D Sessions.
Selvom de internationalt bedst er kendt for deres remix har duoen opnået deres største succes i Europa med deres live DJ performances og DJ Kicks album. Kruder & Dorfmeister har deres eget pladeselskab G-Stone Recordings i Wien, hvor de har udgivet mange af deres egne albums samt for bl.a. Stereotyp, DJ DSL, Rodney Hunter, Urbs, Makossa & Megablast, and Sugar B./Dub Club.

## Diskografi
- 1993: G-Stoned
- 1996: DJ-Kicks (Remixe)
- 1996: Conversions (Remixe)
- 1998: The K&D Sessions (Remixe)
- 1999: Peace Orchestra (Peter Kruder Solo)
- 1999: Chocolate Elvis Dubs (Tosca)
- 2000: Suzuki In Dub (Tosca)
- 2000: Suzuki
- 2001: G-Stone Book (CD & bog)
- 2002: Reset (Peace Orchestra)
- 2006: Souvenirs (Tosca)
- 2006: Peng Peng (Voom:Voom)
- 2006: Grand Slam (Richard Dorfmeister vs. Madrid de los Austrias)